# Almosen
|  | Dieser Artikel wurde aufgrund von akuten inhaltlichen oder formalen Mängeln auf der Qualitätssicherungsseite des Portals Christentum eingetragen. Bitte hilf mit, die Mängel dieses Artikels zu beseitigen, und beteilige dich bitte an der Diskussion. |

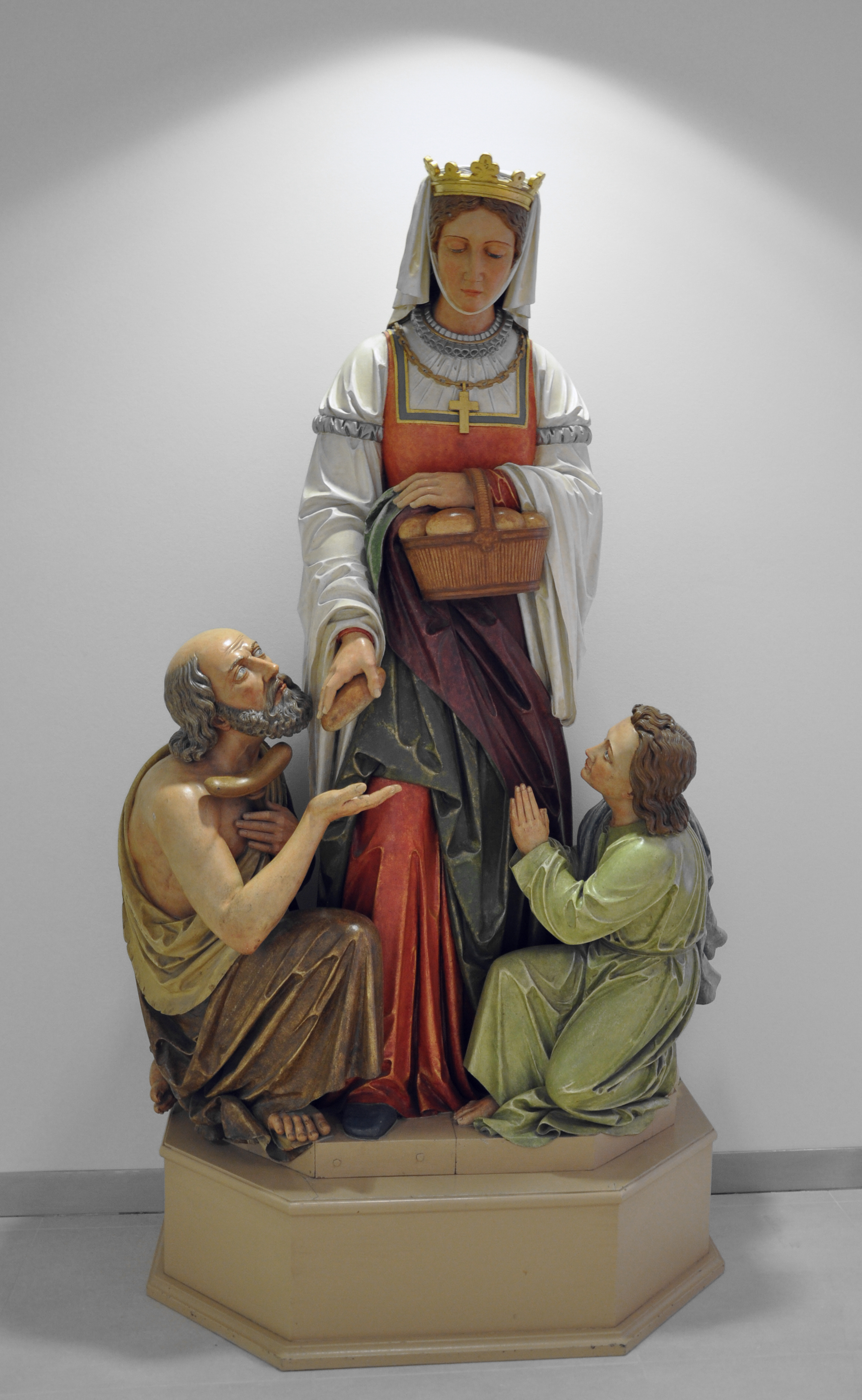
Die hl. Elisabeth von Thüringen verteilt Brot an Arme und Hungernde (Elisabethkrankenhaus Ravensburg)

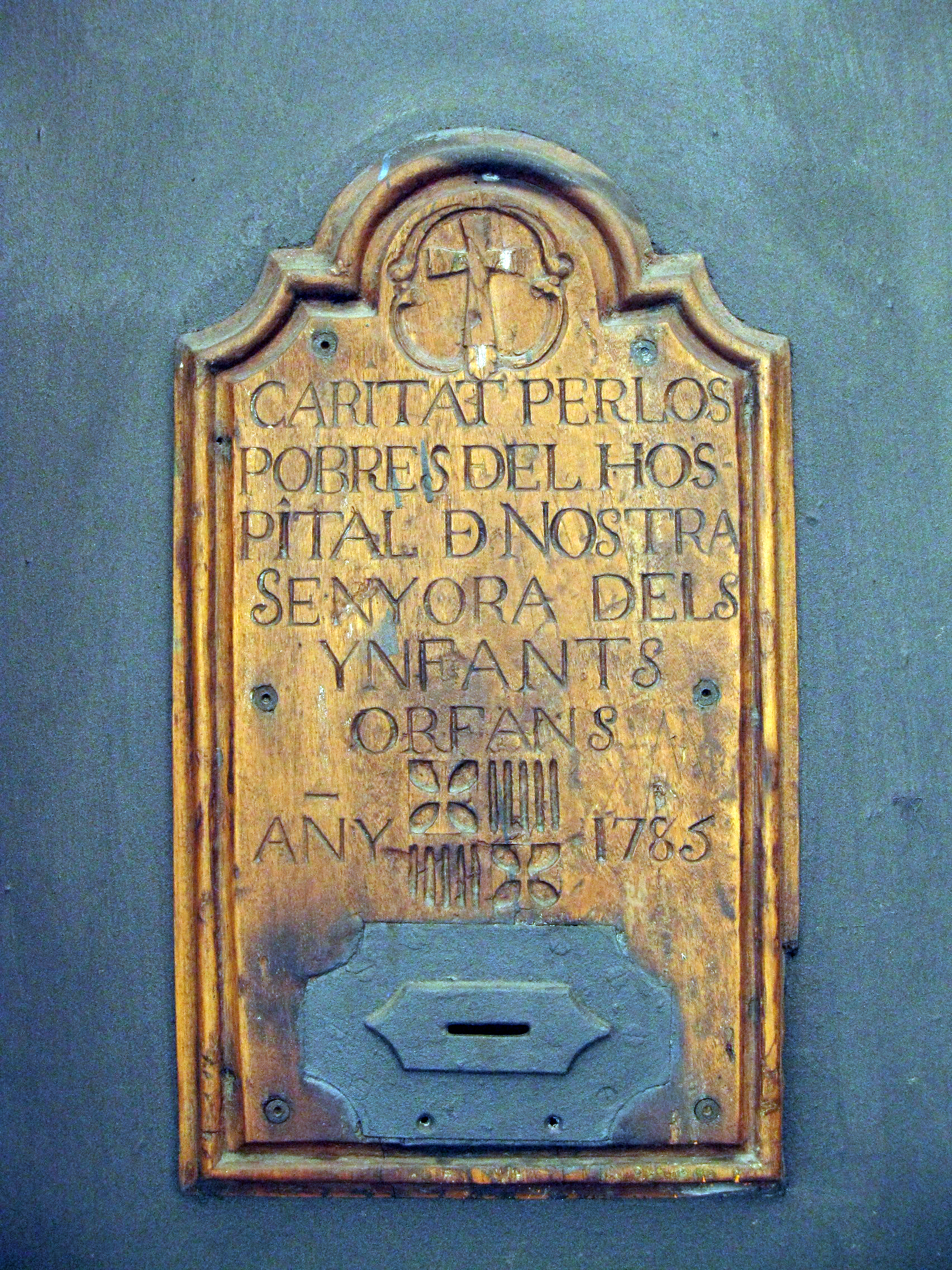
Almosenopferkasten an der Kapelle eines spanischen Waisenhauses. Die Inschrift bittet um mildtätige Spenden für die Armen des Hospitals unserer Lieben Frau von den Waisenkindern.

Ein Almosen (von altgriechisch ἐλεημοσύνη eleēmosýnē „Mitleid, Mildtätigkeit, Erbarmen“; daher auch „milde Gabe“ genannt) ist eine materielle Gabe an einen bedürftigen Empfänger ohne Erwartung einer materiellen Gegenleistung dieses Empfängers. Es unterscheidet sich von einer Spende durch den Beweggrund des Mitleids mit dem Empfänger. Je nach Kultur oder Religion kann sich mit einem Almosen die Erwartung eines geistlichen Vorteils oder das Ableisten einer Buße verbinden, sodass in diesem Fall weniger das Verhältnis von Geber und Beschenktem im Vordergrund steht, sondern die Beziehung zwischen dem Almosengeber und einer höheren Macht.

## Religionen
Die Gabe von Almosen gilt in vielen Religionen als erwünscht oder als Pflicht der Gläubigen und wird meist in Geld gegeben.

### Buddhismus
Im Theravada-Buddhismus erhalten die Mönche ihren Lebensunterhalt nur durch Almosen. Die Gebenden betrachten ihr Schenken als eine Glück bringende Gunst.

### Judentum
Im Judentum ist die Almosengabe, die als Zedaka bezeichnet wird, ein Ausdruck der Nächstenliebe und eine Verpflichtung im Glauben. Der Umfang und die Höhe sollen den sozialen und wirtschaftlichen Verhältnissen des Gebers entsprechen.

### Christentum
Das Christentum begründet das Almosengeben neutestamentlich. Im Markusevangelium belehrt Jesus den reichen Jüngling über das, was über das Halten der jüdischen Thora hinaus zu seiner engeren Nachfolge gehöre:

„Eines fehlt dir noch: Geh, verkaufe, was du hast, gib das Geld den Armen, und du wirst einen bleibenden Schatz im Himmel haben; dann komm und folge mir nach!“

Allerdings sei es unangebracht, damit zu prahlen, wie Jesus in der Bergpredigt (Matthäusevangelium) mitteilt:

„Wenn du Almosen gibst, lass es also nicht vor dir herposaunen, wie es die Heuchler in den Synagogen und auf den Gassen tun, um von den Leuten gelobt zu werden. Amen, das sage ich euch: Sie haben ihren Lohn bereits erhalten.“

Im Urchristentum gab es neben der Unterstützung der Apostel auch Sammlungen für Bedürftige in der Gemeinde in Jerusalem. Die weit über das gewöhnliche Almosen hinausgehende Sorge für die Bedürftigen war ein grundlegender Zug der frühesten Gemeinden. Ein großer Teil der materiellen Güter der frühchristlichen Gemeinden war zur Versorgung der Armen bestimmt (z. B. Witwen und Waisen). Der Diakon Laurentius erlitt das Martyrium, weil er die für die Armen bestimmten Gelder der Gemeinde nicht an den römischen Kaiser Valerian herausgeben wollte. Durch den Wandel zur Reichskirche im 4. Jahrhundert kamen neue Herausforderungen in diesem Bereich auf die Kirche zu.
Die Konsequenz dieser Grundhaltung, dass die materielle Gabe nur ein Teil der christlichen Nächstenliebe sei, sind bei dem Kirchenvater Johannes Chrysostomos im 4. Jahrhundert Forderungen, die Sklaven nicht einfach freizukaufen und sich selbst zu überlassen, sondern ihnen erst das Erlernen eines Handwerks zu finanzieren, damit sie auch in Würde die Freiheit leben und ihre Familien versorgen können. Diese wechselseitige Verbindung und Verantwortung ist es, was christlichen Liebesdienst wesentlich von dem reinen Almosengeben unterscheidet. In der römisch-katholischen Kirche gehört das Almosengeben wie auch das Gebet und die Wallfahrt zu den Möglichkeiten, um unter bestimmten Voraussetzungen einen Ablass zu erlangen.
Der englische Theologe Robert Grosseteste beschreibt die Sitte, Speisereste für Arme und Kranke aufzuheben, im 13. Jahrhundert.

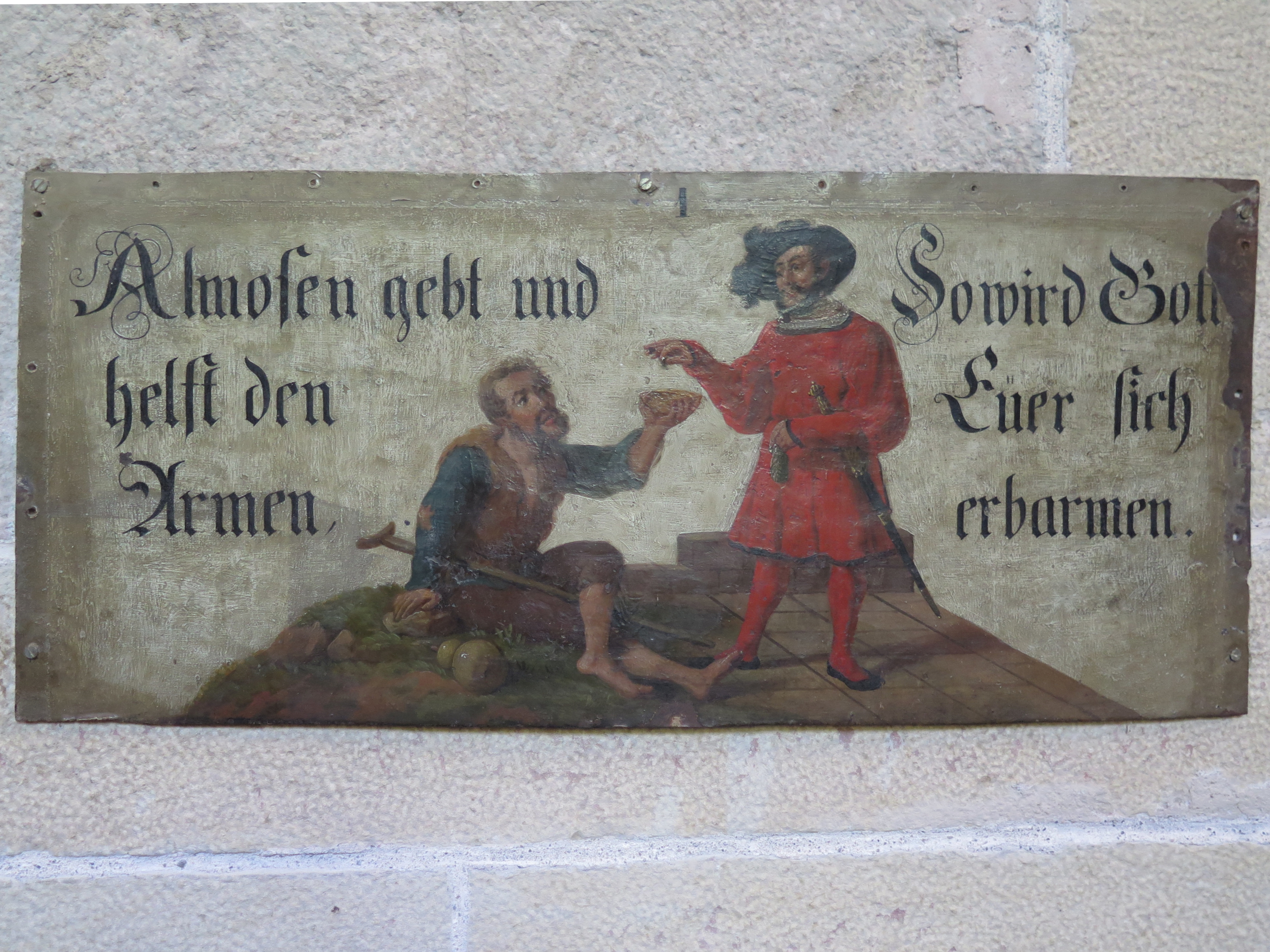
Almosentafel im Basler Münster

In der Reformationszeit entstanden unter Beteiligung von Philipp Melanchthon und des Wittenberger Stadtpfarrers Johannes Bugenhagen Kirchenordnungen wie z. B. 1523 die Leisniger Kastenordnung. Gelder der Kirchengemeinde, die aus dem „Kasten“, einer Art Geldtruhe kamen, dienten dazu, Bedürftige durch Almosen zu unterstützen.
Seit der Aufklärung gab es vielerorts unterschiedliche Haltungen zum Almosengeben. In einigen protestantischen Ländern und Territorien war das Almosengeben nicht gern gesehen, mancherorts sogar verboten, ebenso wie das Betteln, da man fürchtete (oder zumindest behauptete), dass das Almosengeben die Armen zur Faulheit verleite. Vielen Katholiken hingegen galt das Almosengeben weiterhin als eines der Guten Werke.

### Islam
Im Islam ist das Almosen (Zakat) eine der fünf Säulen des gottgefälligen Lebens, also eine Pflicht. Außerdem lebten in der Vergangenheit einige Sufis (islamische Mystiker) ausschließlich von Almosen. Der Sufismus sieht das Almosengeben als eine Form des Sieges über die Selbstsucht und den Geiz. Es zeigt die Vergegenwärtigung der Zusammengehörigkeit aller Geschöpfe. Es wird verglichen mit dem „Fasten der Seele“ und dem Fasten des Leibes.

## Zitate
„Es heißt, dass die Armen fünfhundert Jahre vor den Reichen ins Paradies eingehen werden. Durch Almosen kauft man den Armen etwas vom Paradies ab.“

„Almosen verderben die Seele des Gebers wie des Nehmers und verfehlen zu alledem ihren Zweck, denn sie verschlimmern die Armut.“